# Alfio
Alfio  è un nome proprio di persona italiano maschile.

## Varianti
- Femminili: Alfia[1]

### Varianti in altre lingue
- Catalano: Alfi[3]
- Latino: Alphius
- Spagnolo: Alfio[3]

## Origine e diffusione
Deriva dal nome latino Alphius, tratto da un vocabolo osco-umbro dal significato di "bianco", o dall'imparentato latino albus e greco ἀλφός (alphos). Viene spesso assimilato al nome Alfeo, che ha però differente origine.
La sua diffusione generale è dovuta, oltre che al culto dei santi così chiamati, anche da un personaggio della Cavalleria rusticana di Verga e dall'omonima opera lirica di Mascagni; il picco d'uso di questo nome si ha in Sicilia, per via del culto verso sant'Alfio, patrono di Lentini.

## Onomastico
L'onomastico viene festeggiato generalmente il 10 maggio, in ricordo del già citato sant'Alfio, martire insieme ai fratelli Filadelfo e Cirino a Lentini. Con questo nome si ricorda anche un altro santo, martire con i fratelli Marco, Alessandro e Zosimo ad Antiochia di Pisidia e commemorato il 27 o il 28 settembre.

## Persone
- Alfio Antico, percussionista e cantante italiano
- Alfio Avito, poeta romano
- Alfio Balbiano, calciatore italiano
- Alfio Basile, giocatore e allenatore di calcio argentino
- Alfio Caltabiano, attore e regista italiano
- Alfio Cantarella, batterista italiano
- Alfio Caruso, scrittore italiano
- Alfio Cascioli, docente e psicoterapeuta italiano
- Alfio Contini, direttore della fotografia italiano
- Alfio Ferlito, criminale italiano
- Alfio Finetti, cantautore italiano
- Alfio Finocchiaro, magistrato italiano
- Alfio Fontana, calciatore italiano
- Alfio Giomi, dirigente sportivo italiano
- Alfio Krancic, disegnatore italiano
- Alfio Lombardi, cantante italiano
- Alfio Marchini, politico e imprenditore italiano
- Alfio Quarteroni, matematico italiano
- Alfio Russo, giornalista italiano
- Alfio Vandi, ciclista su strada e dirigente sportivo italiano

## Il nome nelle arti

### Letteratura
- Alfio è un personaggio della novella di Giovanni Verga Cavalleria rusticana
- Alfio Mosca è un personaggio del romanzo di Giovanni Verga I Malavoglia

### Televisione
- Alfio Gherardi è un personaggio della soap opera Vivere

## Altro
- 22577 Alfiuccio è un asteroide della fascia principale.